# Estratélite
Estratélite es un nombre comercial para una aeronave preparada para alturas cercanas a la estratosfera que suministraría una plataforma de telecomunicación para varios tipos de señales inalámbricas que actualmente son transportadas mediante torres de comunicación o satélites.

## Detalles
Las aeronaves de gran altura, como el Estratélite, podrían estacionarse en alturas más bajas que las de un satélite, pero mucho más arriba de las rutas de aviación comercial e incluso de la mayoría de los efectos meteorológicos, en la estratosfera aproximadamente a 20 km (13 millas) sobre la tierra. Una sola unidad entonces podría proporcionar banda ancha, señales de teléfono móvil y televisión digital y radio para una extensa área. Comparado con un satélite reduciría el tiempo de respuesta (por unfactor de unos 2000 para satélites geoestacionarios, 15 para satélites de órbitas bajas), pero cubriría un área más pequeña de tierra, sin embargo, comparado con las torres de comunicaciones terrestres, llegaría a cubrir un área mayor con tiempos de respuesta que dependen más del equipo de comunicaciones interno que de la distancia.
Mientras que el Estratélite podría mandar algunas señales a un área del tamaño de Texas o Francia (780,000 km²), las necesidades de banda ancha de un área tan grande probablemente sobrepasarían con creces las capacidades de una sola unidad. Las señales Wireless pueden ser enviadas, y recibidas en un área con un diámetro de 320 km (200 millas), pero las características del terreno y los edificios podrían bloquear parcial y localmente la señal en los bordes. También, como el Estratélite está diseñado para volver regularmente a la superficie para su mantenimiento (mire las especificaciones, abajo), algún solapamiento y redundancia debería ser requerido para mantener continuo el servicio. Sanswire, la compañía tras el Estratélite, planea usarlo inicialmente en áreas mayormente metropolitanas.
Los partidarios de esta tecnología defienden la promesa de que una plataforma de comunicaciones situada a gran altura como el Estratélite podría eliminar la necesidad de torres terrestres de emisión, y mejoras en el coste del hardware y el tiempo consumido. La mejora de hardware que supone sustituir muchas torres por una sola unidad podría mejorar efectivamente una red entera de torres virtuales emisoras. Esto también podría significar que un área sin torres terrestres de comunicación, como una nación en proceso de desarrollo o una nación en guerra podría instalar una red de banda ancha con relativa facilidad.
El Estratélite no tripulado podría recoger energía mediante placas fotovoltaicas y ser impulsado por motores eléctricos, y parecerse a una ballena doblemente atada de 75 m de largo (245 pies) cuando estuviera lista, más o menos el doble de largo (y prácticamente 8 veces el volumen de) la Ballena azul.

## Especificaciones
- Largo: 75 m (245 pies)
- Alto: 44 m (145 pies)
- Ancho: 26,5 m (87 pies)
- Volumen: 37.000 m³ (1.3 millones de pies³)
- Envoltorios duales, ambos hechos de Dyneema (también conocido como Spectra)
- Propulsado por motores eléctricos alimentados por placas fotovoltaicas cubriendo el exterior.
- Mantenido en posición por 6 unidades GPS internas conectadas a los motores de la nave.
- envoltorio exterior cubiertos por unidades fotovoltaicas solares en forma de película manufacturadas por Iowa Thin Film Technologies.
- Capacidad de carga: 1400 kg (3,000 lb)
- Máximo de altitud: 21 km (70,000 pies)
- Altitud deseada: 20 km (65,000 pies)
- Gas ascendente consistente en helio y nitrógeno
- Línea de visión de un área de 780,000 km² (300,000 mile²)
- Máxima duración en vuelo: 18 meses

## Detalles de la compañía
La palabra Stratélite es una marca registrada por Sanswire Network, LLC, que es una filial completa de GlobeTel Communications Corp. (OTCBB:GTEL). La compañía celebró una cumbre en junio de 2005 para discutir oportunidades comerciales, internacionales y militares. El 12 de abril de 2005, Sanswire 1 se mostró al público por primera vez.
Actualmente Stratellite Europe está empezando a instalarse, lo que podría conducir a introducir Estratélites en Europa, Oriente medio y África.
Sanswire no es la primera compañía en proponer esta clase de naves. Proyectos similares ha sido llevados a cabo por Technologies Group (ATG) en Bedford, Inglaterra, SkyLINK, Inc, en England, ay SkyTower Inc., filial de AeroVironment Inc. en Monrovia, California, en Estados Unidos.
En España, este tipo de tecnología está siendo desarrollada por el Ministerio de Defensa, a través de un consorcio de empresas liderado por la española Ingeniería y Servicios Aeroespaciles, S.A. El programa, denominado SANCHO (Sistema Aerostático de Navegación, Comunicaciones y Herramientas de Observación), que pretende dar servicios de seguridad y vigilancia, de emergencias, científicos y de comunicaciones, se encuentra en fase pre-operacional y terminará su desarrollo en 2012, momento en el que volará a 20.000m de altura con una autonomía de varios meses.